# Kraken (film)
Kraken är en norsk thrillerfilm som har en planerad premiär den 24 oktober 2025. Filmen är regisserad av Pål Øie och Sjur Aarthun, efter ett manus skrivet av Aarthun, Natasha Arthur och Vilde Eide.

## Handling
Filmen utspelar sig i Norge och kretsar kring marinbiologen Johanne som forskar vid en fiskodling i Vangsnes där hon upptäcker flera märkliga händelser. Tillsammans med de brutala dödsfallen av två lokala tonåringar pekar allt mot den djupa fjorden. På botten av Norges djupaste fjord vilar ett mytiskt monster stort som ett berg, med en myriad av armar redo att krossa och sluka allt de kan få tag i.

## Rollista (i urval)
| Sara Khorami           | – Johanne    |
| Mikkel Bratt Silset    | – Erik       |
| Ingvild Holthe Bygdnes | – Henritette |
| Øyvind Brandtzæg       | – Avaldsnes  |
| Jenny Evensen          | – Maria      |
| Anderz Eide            |              |